# تیکاپالانا
تیکاپالانا (به اسپانیایی: T'ikapallana) یک کوه در پرو است که در Peru, Cusco Region, Chumbivilcas Province واقع شده‌است. تیکاپالانا ۴٬۳۰۴٫۱ متر بالاتر از سطح دریا واقع شده‌است.